# Garcirrey
Garcirrey – gmina w Hiszpanii, w prowincji Salamanka, w Kastylii i León, o powierzchni 84,25 km². W 2011 roku gmina liczyła 78 mieszkańców.